# جاكي كروز (ممثلة)
جاكي كروز (بالإنجليزية: Jackie Cruz)‏ هي عارضة وموسيقية وممثلة أمريكية، ولدت في 8 أغسطس 1986 في كوينز في الولايات المتحدة.

## أعمال

### مسلسلات
- البرتقالي هو الأسود الجديد

## وصلات خارجية
- الموقع الرسمي
- جاكي كروز (ممثلة) على موقع IMDb (الإنجليزية)
- جاكي كروز (ممثلة) على موقع قاعدة بيانات الفيلم (الإنجليزية)